# Устівське князівство
Устівське князівство — одне з удільних князівств Чернігово-Сіверської землі. Столиця — Устів (нині в Калузькій області Російської Федерації). Одне з Верховських князівств. Утворено з частини Глухівського князівства.

## Історія
Утворилося на початку XIV ст. внаслідок розділу Глухівського князівства між синами Семена Михайловича. Обіймало територію від річки Жиздра та річки Неполоть. Першим князем став Всеволод Семенович. Він підтримував союзні відносини з Глухівським та Новосильським князівством. Вигідне положення князівства сприяло розвитку посередницької торгівлі. Йому спадкував син Михайло Всеволодович, який продовжив політику батька. Оскільки він не мав спадкоємців, то до 1375 року Устівське князівство було знову приєднано до Глухівського князівства.